# Mantamonadida
Mantamonadida es un pequeño grupo de protistas biflagelados de unos 5μm de longitud, aplanados, que presentan plasticidad y se encuentran en el suelo y en hábitats marinos, en donde se alimentan de bacterias. Presentan células aplanadas con el lado izquierdo con forma angular y el derecho flexible. La locomoción es por deslizamiento sobre el sustracto. Son biflagelados, con un largo flagelo posterior situado detrás de la célula que se desplaza por deslizamiento sobre el sustracto y un flagelo anterior muy delgado.
La colocación del grupo es dudosa,  los análisis filogenéticos recientes los agrupan en un clado denominado CRuMs. Cavalier-Smith considera que constituyen un grupo basal a Amoebozoa y Opisthokonta y lo coloca junto a otros grupos relacionados en Sulcozoa.